# St Fagans National Museum of History
St Fagans National Museum of History (walisisk: Sain Ffagan: Amgueddfa Werin Cymru), normalt omtalt som St Fagans efter den landsby, hvor den ligger, er et frilandsmuseum i Cardiff, Wales, der formidler walisernes historie, livsstil, kultur og arkitektur. Museet er en del af museumsnetværket Amgueddfa Cymru – National Museum Wales. Med over en halv millioner besøgende om året, er det blandt de mest besøgte museer i Storbritannien.
Det består af mere end 40 genopførte bygninger fra forskellige steder i Wales, og det ligger jorden omkring St Fagans Castle, der er en listed building af første grad. I 2011 udnævnte tidsskriftet Which? museet som Storbritanniens favoritattrktion.
I 2018 blev en modernisering af museet til en pris på £30 mio. afsluttet, og det blev udnævnt som Museum of the Year af Art Fund i 2019.
Museet blev grundlagt i 1946 som følge af en donation af borgen og jorden omkring fra Jarlen af Plymouth. Det åbnede dørene for offentligheden i 1948 under navnet Welsh Folk Museum. Museets navn på walisisk (det betyder "Welsh Folk Museum") har været uændret, hvorimod den engleske titel blev ændret til Museum of Welsh Life, og derefter St Fagans National History Museum, før det fik sit nuværende navn.